# Адемар Пімента
Адемар Пімента (порт. Adhemar Pimenta, 12 квітня 1896, Ріо-де-Жанейро — 26 серпня 1970, Ріо-де-Жанейро) — бразильський футбольний тренер.

## Кар'єра тренера
Адемар Пімента народився в Ріо-де-Жанейро. У першій половині 1930-х років він працював директором Столичної Асоціації Спортивної Атлетики (порт. Asociación Metropolitana de Deportes Athléticos). У 1935 році Пімента очолив клуб «Бангу», з яким зайняв 5 місце в чемпіонаті Ріо. Потім він очолив «Мадурейру», з якою став віце-чемпіоном штату, найкращим результатом клубу в історії. У той же рік він очолив збірну Бразилії. Адемар зумів переконати керівників футбольних асоціацій Сан-Паулу і Ріо-де-Жанейро в необхідності створення команди, що складаються з кращих гравців штатів, плюс Пімента став викликати до табору національної команди темношкірих гравців, що раніше не було прийнято: «Я вибрав найкращих, що були в бразильському футболі. У той час, посадові особи, клуби та ЗМІ натякали на тих, хто повинен був бути викликаний. Я виграв у цій суперечці».
У 1937 році Пімента очолював збірну на чемпіонаті Південної Америки. На турнірі бразильці набрали рівну кількість очок з Аргентиною, був призначений вирішальний матч, в якому бразильці програли 0-2 в додатковий час. 
Через рік Бразилія вирушила на чемпіонат світу у Франції. Бразилія дійшла до півфіналу, де програла майбутньому чемпіонові - Італії (1-2), при цьому кращий бомбардир і гравець команди, Леонідас на поле не вийшов. За одними даними, за рішенням Адемара, який вирішив поберегти свою головну зірку для фіналу, за іншою — через отриману в попередній зустрічі травму. Цікаво, що напередодні півфіналу Пімента заявив: «Я підготував заготовки для фіналу. Тому що впевнений, що ми переможемо в матчі з Італією». Після цієї зустрічі бразильська преса звинуватила головного тренера в зарозумілості. У матчі за третє місце Бразилія обіграла шведів (4-2) і завоювала бронзові медалі. Після закінчення першості Адемар був звільнений. Під його керівництвом Бразилія провела 11 матчів, вигравши в семи, одну зустріч звела внічию і три програла.
У 1940 році Пімента став головним тренером «Ботафогу». У перший рік в команді він зайняв в чемпіонаті штату четверте, на другий - третє, а на третій - друге місце. У 1942 році він вдруге очолив збірну, але зайняв з нею тільки третє місце на першості Південної Америки. Збірна в другій прихід Адемара виграла 3 зустрічі, 1 звела внічию і дві програла. У 1943 році Пімента став головним тренером «Сантуса». Але вже по ходу сезону був звільнений. 
В останні роки життя Пімента працював радіокоментатором. У 1966 році у нього стався інфаркт. Через 4 роки, 26 серпня 1970 року на 75-му році життя, помер від інсульту у місті Ріо-де-Жанейро.

## Титули і досягнення
- Бронзовий призер чемпіонату світу: 1938